# فلورالانير
فلورالانير (INN) هو مبيد حشري ومبيد للقوارض يجرى عن طريق الفم. وافقت إدارة الغذاء والدواء الأمريكية (FDA) عليها تحت الاسم التجاري برافيكتو لتلقي العلاج بالبرغوث في الكلاب في مايو 2014. وافق الاتحاد الأوروبي على العقار في فبراير 2014. وافقت أستراليا على استخدامها للبيع كعلاج لمراقبة البراغيث والقراد.

## طريقة العمل
فلورالانير هو مثبط للجهاز العصبي المفصلي. يثبط قنوات الغابا (امينوبيوتريك اسيد) المغلفة بالكلوريد (GABACls) وقنوات كلوريد L-glutamate-gated (GluCls). وتكون قدرة فلورالانير مشابه ل فيبرونيل (a ectoparasiticide phenylpyrazole).